# Angraecum brachyrhopalon
Angraecum brachyrhopalon är en orkidéart som beskrevs av Rudolf Schlechter. Angraecum brachyrhopalon ingår i släktet Angraecum och familjen orkidéer. Inga underarter finns listade i Catalogue of Life.